# Culprit
I Culprit furono un gruppo power metal di Seattle formatisi nel 1980.

## Storia
Si formarono a Seattle nel 1980 seguendo la scia dei TKO e furono una delle prime band della città a proporre musica metal fungendo da apripista ad altri gruppi tra cui i Sanctuary, i Fifth Angel e i Queensrÿche, questi ultimi due provenienti dalla vicina Bellevue.
Rivestirono dunque un ruolo importante per la scena musicale di Seattle negli anni ottanta, che nel successivo decennio divenne la capitale del grunge, influenzando anche lo sviluppo musicale degli Alice in Chains.
Il gruppo nacque dalla fusione di due band già attive da un paio d'anni, gli Orpheus e gli Amethyst.
La formazione, composta dal cantante Jeff L'Heureux, dai chitarristi John DeVol e Kjartan Kristoffersen, dal bassista Scott Earl e dal batterista Bud Burrill, registrò un primo demo nel 1982. Lo stesso anno siglò un contratto con la Shrapnel Records che pubblicò la loro canzone Players sulla compilation U.S. Metal, Vol. 2.
Nel 1983 la stessa etichetta discografica diede alle stampe Guilty as Charged!, il primo album in studio della band che fu tra i progenitori del power metal americano.
Conseguentementa all'uscita si impegnarono in una serie di concerti locali e nel 1984 registrarono un nuovo demo. In seguito, però, Earl e Kristoffersen vennero ingaggiati dai TKO e poco dopo anche L'Heureux lasciò per fondare i Mistrust, così il gruppo si sciolse.

### 1998-2001: Il ritorno sulla scena
Successivamente, a distanza di anni, si riformarono esclusivamente per singoli concerti: nel 1998 a Seattle, nel 2001 al Wacken Open Air, nel 2006 (assieme ai Metal Church) ancora a Seattle, nel 2010 (con tre nuovi elementi il batterista Saul Ashley, il cantante Steve Nations ed il chitarrista Tim Kleiman al posto di Kristoffersen) all'Headbangers Open Air.

## Discografia
Album in studio
- 1983 - Guilty as Charged!

Split
- 1992 - Guilty As Charged/Medieval Steel - con i Medieval Steel

Compilation
- 1982 - U.S. Metal Vol. II
- 1994 - Out Of The Darkness
- 2001 - The Hellion Promo Vol. 2